# Karl Tetzner
Karl Tetzner (* 26. Oktober 1914 in Duisburg; † 18. August 2008 in Icking) war ein deutscher Fachjournalist vor allem für Unterhaltungselektronik. Er war lange Jahre Chefredakteur der Zeitschrift Funkschau.

## Leben
Karl Tetzner, Sohn des Technischen Direktors Paul Tetzner und dessen Ehefrau Anna, geborene Kriegel, besuchte die Oberrealschule in Leipzig, wurde mit etwa 20 Jahren Funkamateur und fing auch an zu schreiben. Im Zweiten Weltkrieg diente er als Funker in einem U-Boot. Im Jahr 1941 heiratete er Annemarie Hoßbach, mit der er die Tochter Andrea Tetzner hatte. Nach dem Ende des Zweiten Weltkrieges eröffnete er als Großhandelskaufmann zunächst ein Radiogeschäft, ab 1946 war er freier Journalist und ab 1948 freier Journalist für Elektronik. Er arbeitete für die Zeitschrift Hörzu, die Frankfurter Allgemeine Zeitung und das Handelsblatt. Ab 1953 war Tetzner Mitarbeiter beim Münchener Franzis-Verlag, der die Funkschau herausgab. Tetzner blieb zunächst in Hamburg wohnen, weil dort eines der Zentren des deutschen Hörfunks und Fernsehens war. 1966 wurde er dann Chefredakteur der Funkschau. Im Jahr 1971 siedelte er nach Icking im Isartal südlich von München um. Er blieb Chefredakteur der Funkschau bis 1980; in dieser Zeit verdoppelte er die Auflage der Zeitschrift auf mehr als 100.000 Exemplare, die Zeitschrift erschien alle 14 Tage mit einem Umfang von durchschnittlich 140 Seiten. Er leitete zudem das Redaktionsbüro für Elektronik.
Von 1971 bis 1983 war Tetzner Gastdozent für „Elektronische Medien“ an der FU Berlin, seit 1976 war er dort Honorarprofessor. Nach 1980 betrieb er als freier Journalist gemeinsam mit seiner Ehefrau Annemarie ein Redaktionsbüro an seinem Wohnort Icking. Seine Frau Annemarie Tetzner starb 2003. Er war Mitglied der Hamburger Freimaurerloge Globus.

## Auszeichnungen (Auswahl)
- Goldene Ehrennadel von
  - Messe Berlin
  - Deutscher Journalistenverband
  - Deutsche Amateur Radio-Club (DARC)
- Ehrenmedaille des Syndicat de la Presse Radio Electroique Française
- Ehrenmitgliedschaft des niedersächsischen Einzelhandelsverbandes
- Goldmedaille des Bayerischen Rundfunks für seine journalistischen Arbeiten

## Mitarbeit und Ämter in Verbänden
- Mitbegründer und später (1974 bis 1989) Präsident des internationalen Journalistenverbandes UIPRE (Union International de la Presse Electronique), später Ehrenpräsident (seit 1989)

## Veröffentlichungen (Auswahl)
- mit Gerhard Eckert: Fernsehen ohne Geheimnisse. Franzis-Verlag, München 1954.
- mit Fritz Kühne: Kleines Stereo-Praktikum, 4., vollständig überarbeitete Auflage. Franzis-Verlag, München 1971 (= Radio-Praktiker-Bücherei. Nr. 97/98/98a), ISBN 3-7723-0974-7.
- Dynamik aus der Technik. Möglichkeiten und Realitäten in Funk und Fernsehen, in: Fritz Hufen (1970): Politik und Massenmedien. Aktuelle Themen eines ungeklärten Verhältnisses. Hase & Koehler Verlag, Mainz.